# Golfclub De Breuninkhof
Golfpark De Breuninkhof is een Nederlands golfpark in Bussloo in de provincie Gelderland.

## De golfbaan
In recreatiegebied Bussloo exploiteert de Hollandsche Golfbaan Exploitatie Maatschappij (HGE) Golfpark de Breuninkhof. De 9-holes golfbaan heeft op ieder hole twee verschillende afslagen. Daarmee is het mogelijk om, in 2 rondes, 18 verschillende holes te spelen.
De Breuninkhof heeft ook de beschikking over een 9-holes par 3 baan.

## Geschiedenis
In 1990 werd de golfclub geassocieerd lid van de NGF. Het jaar daarop leverde de golfbaanarchitect de baan op. In 1993 werd het nieuwe clubhuis geopend en kreeg de baan de B-status. Inmiddels is de A-status gegeven.

## Crash
Op woensdag 19 maart 2014 kort na half zeven stortte een klein stuntvliegtuig op de golfbaan neer, net achter het clubhuis. Het vliegtuigje kwam van vliegveld Teuge. Beide inzittenden kwamen om het leven.